# David Murdock

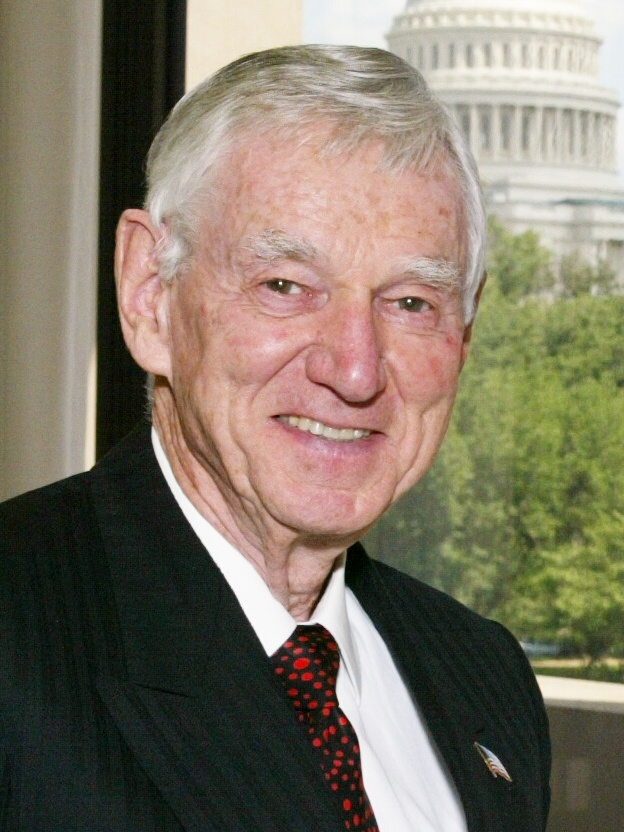
David Murdock (2003)

David Howard Murdock (* 10. April 1923 in Ohio; † 9. Juni 2025) war ein US-amerikanischer Unternehmer und Milliardär. Er hielt den größten Anteil der Dole Food Company und war u. a. Eigner des Immobilienunternehmens Castle and Cooke.

## Leben

### Jugendjahre
Murdock wurde am 10. April 1923 als Sohn eines Versicherungsvertreters im ländlichen Ohio geboren. In der Schule waren seine Noten sehr schlecht und er wurde von seinen Mitschülern gehänselt. Er verließ vorzeitig die High School ohne Abschluss, nachdem durch einen Kerosinbrand das Haus seiner Eltern abgebrannt war, bei dem auch seine Mutter schwer verletzt wurde. Anschließend arbeitete er auf einer Entenfarm, an einer Tankstelle und als Nieter, bis er zur US-Army eingezogen wurde. Dort bildete er Rekruten an verschiedenen Standorten zum Schießen aus. In seiner Freizeit las er die Biographien erfolgreicher Unternehmer wie Andrew Carnegie und Henry Ford, was ihn geistig sehr anregte. Er versuchte herauszufinden, was das Geheimnis ihres Erfolgs war.

### Erfolge und Misserfolge als Unternehmer
Nach dem Zweiten Weltkrieg landete er in Detroit und war zunächst obdachlos. Mit seinen Ersparnissen und einem Kredit von 1200 US-Dollar eines Freundes kaufte er ein heruntergewirtschaftetes Restaurant, renovierte es und verkaufte es zwei Jahre später mit Gewinn, der doppelt so hoch war wie seine Investition. Dieser geschäftliche Erfolg zeichnete seine zukünftige Karriere vor. Mit 23 Jahren fuhr er mit seiner Frau in ihrem Wohnwagen nach Phoenix, Arizona. Die Stadt boomte durch den beginnenden Zuzug vieler Amerikaner in den Sun Belt. Er tat sich mit einem Zimmermann zusammen und begann, Häuser zu errichten. Er grub die Erde aus, goss die Fundamente mit Beton aus und organisierte das Baumaterial. Später kaufte er billiges Land, baute Häuser darauf und verkaufte sie mit hohem Gewinn. Er war so erfolgreich, dass er Anfang der 1960er Jahre mit seiner Immobilienfirma an die Börse ging.
Als 17 Jahre später der Immobilienmarkt in Phoenix durch ein Überangebot einbrach, brach auch sein Imperium zusammen. Er musste fast seine gesamten Wertbestände verkaufen, um seine Schulden zu begleichen. Er konnte aber noch drei Millionen Dollar des Vermögens retten, das er von seiner Baufirma abgezweigt hatte, und zog damit nach Los Angeles in Kalifornien. Er suchte Unternehmen, die unterbewertet waren, und investierte in sie. Er war erneut erfolgreich und schaffte es, bis 1982 ein Vermögen von 400 Millionen US-Dollar anzuhäufen. Im gleichen Jahr übernahm er 32 % von Flexi-Van, der größten LKW-Verleihfirma für Containertransporte in den USA, und wurde ihr CEO. Im Jahr 1985 fusionierte Flexi-Van mit der Dole Food Company, dadurch wurde er auch deren CEO. Drei Jahre später übernahm Murdock für 144 Millionen US-Dollar die restlichen Aktien von Flexi-Van.
Im Jahr 1991 ließ er auf seiner Hawaii-Insel Lānaʻi zwei Luxushotels mit 350 Zimmern für 550 Millionen US-Dollar (einschließlich Betriebsverluste) errichten, die jedoch weitgehend leer blieben. 2012 verkaufte er die Insel für 300 Millionen US-Dollar an Larry Ellison. Ebenfalls in den 1990er Jahren baute er in der Umgebung von Los Angeles für 285 Millionen US-Dollar den „Sherwood Country Club“ mit Golfanlage und Grundstücken für Luxusvillen. Die Grundstücke ließen sich jedoch nur schleppend verkaufen und er musste Anteile der Dole Food Company für 226 Millionen US-Dollar verkaufen, um eine Insolvenz abzuwehren.
Das Immobilienunternehmen Castle and Cooke begann 1968, in Mililani auf Oahu Siedlungen mit Einfamilienhäusern zu bauen. Im Jahr 1985 wurde es von Murdocks Flexi-Van übernommen. Das letzte Projekt für zwei Milliarden US-Dollar mit 3500 Wohneinheiten wurde 2020 fertig gestellt.

## Privatleben

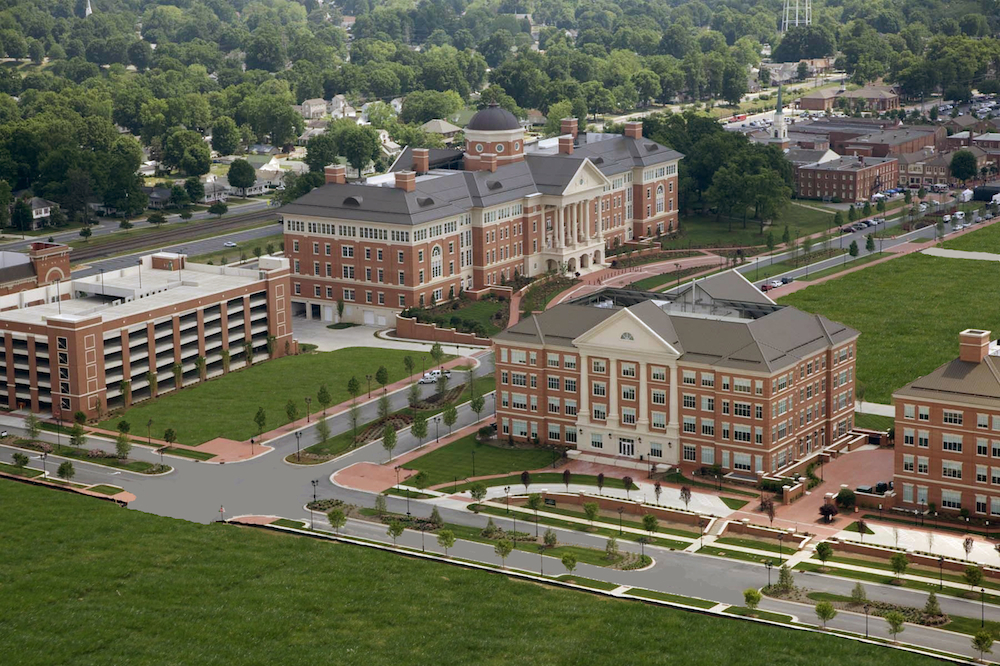
Murdocks North Carolina Research Campus in Kannapolis (2008)

Murdock war fünfmal verheiratet und hatte drei Kinder, von denen zwei bei tragischen Unfällen gestorben sind. Seine dritte Ehefrau, die aus Deutschland stammte, starb 1985 an Krebs. Er erklärte in Interviews, durch eine Spezialdiät ohne Fleisch, mit viel Eiweiß und vielen Vitaminen wolle er 125 Jahre alt werden. Im Jahr 2006 gründete er sein eigenes Forschungszentrum der Gesundheits- und Ernährungswissenschaften in Kannapolis, North Carolina, in das er bis 2014 bereits 800 Millionen US-Dollar investiert hatte. Es wurde von ihm jährlich mit einer Schenkung von 15 Millionen US-Dollar ausgestattet.
Im Juni 2025 starb David Murdock im Alter von 102 Jahren.